# Drugi rząd Josepha Wirtha
Drugi rząd Josepha Wirtha – 26 października 1921 – 22 listopada 1922.
| Funkcja                                                 | Imię i nazwisko                                                                                             | Partia              |
| ------------------------------------------------------- | --- | ------------------- |
| Reichskanzler – Kanclerz Rzeszy                         | Joseph Wirth                                                                                                | Zentrum             |
| Stellvertreter des Reichskanzlers – Wicekanclerz Rzeszy | Gustav Bauer                                                                                                | SPD                 |
| Minister spraw zagranicznych                            | Joseph Wirth (do 31 stycznia 1922) Walther Rathenau (zm. 24 czerwca 1922) Joseph Wirth (od 26 czerwca 1922) | Zentrum DDP Zentrum |
| Minister spraw wewnętrznych                             | Adolf Köster                                                                                                | SPD                 |
| Minister sprawiedliwości                                | Gustav Radbruch                                                                                             | SPD                 |
| Minister finansów                                       | Andreas Hermes                                                                                              | Zentrum             |
| Minister gospodarki                                     | Robert Schmidt                                                                                              | SPD                 |
| Minister polityki żywnościowej i rolnictwa              | Andreas Hermes (do 10 marca 1922) Anton Fehr (od 31 marca 1922)                                             | Zentrum bezpartyjny |
| Minister pracy                                          | Heinrich Brauns                                                                                             | Zentrum             |
| Minister obrony                                         | Otto Geßler                                                                                                 | DDP                 |
| Minister transportu                                     | Wilhelm Groener                                                                                             | bezpartyjny         |
| Minister poczty                                         | Johannes Giesberts                                                                                          | Zentrum             |
| Minister skarbu                                         | Gustav Bauer                                                                                                | SPD                 |